# Rihem Ayari
Rihem Ayari – (23 de octubre de 1998) es una deportista tunecina que compite en lucha libre. Ganó una medalla de plata en el Campeonato Africano de Lucha de 2016.

## Palmarés internacional
| Campeonato Africano | Campeonato Africano | Campeonato Africano | Campeonato Africano |
| Año                 | Lugar               | Medalla             | Categoría           |
| ------------------- | ------------------- | ------------------- | ------------------- |
| 2016                | Alejandría (Egipto) | Medalla de plata    | 63 kg               |